# Nguyễn Tạo
Nguyễn Tạo (1905 – 1994), bí danh Trần Châu Phong, Nguyễn Phủ Doãn, Tạo Doãn, Tạo Rỗ, là nhà hoạt động cách mạng, Đảng viên Đảng Cộng sản Việt Nam, một trong những lãnh đạo đầu tiên của Công an nhân dân Việt Nam và ngành lâm nghiệp Việt Nam.

## Thân thế
Nguyễn Tạo quê ở làng Thái Yên, huyện Đức Thọ, tỉnh Hà Tĩnh, sinh ra trong một gia đình Nho học, giỏi cả Hán văn lẫn chữ Quốc ngữ.
Ông nội là Tú tài Nguyễn Trọng Tốn, từng giữ chức Tri huyện Võ Nhai. Năm 1885, ông Tốn cùng đồng hương Phan Đình Phùng tham gia phong trào Cần vương, được vua Hàm Nghi phong hàm Tu Vũ. Sau ông bị thực dân Pháp bắt giữ và quản thúc ở quê nhà.
Cha ông là Tú tài Nguyễn Trọng Tấn, từng giữ hàm Hàn lâm đại chiếu. Năm 1936, cụ Tấn tham gia sáng lập Hội Đông y Trung Kỳ. Về sau, cụ Tấn còn vào cung chữa trị cho Từ Cung thái hậu.

## Hoạt động cách mạng
Năm 1923, ông trốn nhà để tham gia hoạt động chống Pháp, tham gia tổ chức Hội Phục Việt cùng với Trần Phú, Hà Huy Tập, Tôn Quang Phiệt, Đặng Thái Mai, Đào Duy Anh, Phan Đăng Lưu, Nguyễn Thị Minh Khai,... Năm 1926, ông tham gia Tân Việt Cách mạng Đảng. Năm 1927, ông ra Bắc Kỳ, phụ trách xây dựng Kỳ bộ Bắc Kỳ và Thành ủy Hà Nội của Tân Việt. Năm 1929, ở Hà Nội, với tư cách là Bí thư Kỳ bộ Bắc Kỳ, ông tích cực tiến hành vận động Tân Việt cải tổ thành tổ chức cộng sản. Khi Đảng viên Võ Nguyên Giáp ra bắc, ông với Võ Nguyên Giáp đã bàn bạc và đề nghị lấy tên đảng mới là Tân Việt Cộng sản Đảng.
Tháng 9 năm 1929, khi Tân Việt Cách mạng Đảng cải tổ thành Đông Dương Cộng sản Liên đoàn, ông tiếp tục hoạt động dưới danh nghĩa thành viên của tổ chức cộng sản mới. Đầu năm 1930, Đông Dương Cộng sản Liên đoàn sáp nhập vào Đảng Cộng sản Việt Nam (từ tháng 10 đổi tên thành Đảng Cộng sản Đông Dương), ông tiếp tục hoạt động với tư cách Đảng viên Đảng Cộng sản.
Ngày 31 tháng 3 năm 1931, ông bị thực dân Pháp bắt giữ ở Hải Phòng, áp giải về nhà tù Hỏa Lò. Ngày 25 tháng 12 năm 1932, ông cùng 6 người khác gồm Nguyễn Lương Bằng, Hào Lịch, Lê Đình Tuyển, Bùi Xuân Mẫn, Nguyễn Trọng Đàm và Võ Duy Cương tổ chức vượt ngục Hỏa Lò. Sau khi vượt ngục, ông đổi tên thành Nguyễn Phủ Doãn để hoạt động bí mật. Vì thế ông còn được các đồng chí trong Đảng gọi là Tạo Doãn. Trong thời gian này, ông hoạt động ở huyện Tiền Hải (Thái Bình), tiến hành vận động người dân khai hoang, lấn biển.
Tháng 3 năm 1933, do bị thực dân truy bắt, Tạo Doãn cùng Lê Đình Tuyển phải trốn lên Phúc Yên, nương náu ở nhà địa chủ Đỗ Đình Thông ở Đa Phúc (nay là thôn Tân Yên, xã Hồng Kỳ, huyện Sóc Sơn, thành phố Hà Nội). Tại đây, hai ông đã thành lập Chi bộ Đảng do ông làm Bí thư, xuất bản báo Tia sáng (phát hành được 3 số). Chi bộ Đảng ở đây đã tiến hành mở rộng ra các tỉnh lân cận và bắt liên lạc với tổ chức Đảng ở Hà Nội.
Tháng 9 năm 1933, ông bị lộ, phải rút về Thanh Hóa, giúp phục hồi Chi bộ Đảng ở tỉnh này và tiếp tục giữ liên lạc với Đảng bộ Hà Nội. Tháng 4 năm 1934, tổ chức Đảng ở nhà Đảng viên Hoàng Đình Dinh bị thực dân Pháp khám phá, nhiều Đảng viên bị bắt. Trong quá trình mở rộng điều tra của thực dân Pháp, ông bị bắt ở Thanh Hóa vào ngày 18 tháng 4, bị kết án tù hơn 25 năm.
Tháng 11 năm 1941, ông bị đày đến Nhà ngục Đắk Mil (nay thuộc tỉnh Đắk Nông), được các tù nhân cộng sản bầu làm Bí thư Chi bộ nhà tù (cũng là chi bộ đầu tiên của Đảng Cộng sản Đông Dương ở cao nguyên Mơ Nông), tổ chức vận động đấu tranh với cai ngục. Ngày 5 tháng 12 năm 1942, sau nhiều năm tù đày, ông cùng Trương Vân Lĩnh, Chu Huệ, Trần Doanh tổ chức vượt ngục thành công, vào Nghệ An hoạt động. Năm 1945, ông tham gia Ủy ban Khởi nghĩa tỉnh Nghệ An. Ngày 21 tháng 8, quần chúng nhân dân vùng lên khởi nghĩa. Sau khi cướp được chính quyền ở tỉnh lỵ Vinh, ông được phân công phụ trách Ty trinh sát Nghệ An.

## Hoạt động Công an
Tháng 9 năm 1945, Nam Bộ kháng chiến bùng nổ, ông được điều làm Ủy viên Quốc gia bảo vệ cuộc Nam Bộ (giám đốc Công an Nam Bộ).
Năm 1946, ông trúng cử Đại biểu Quốc hội khóa I, ra Hà Nội giữ chức Phó Giám đốc Sở Công an Bắc Bộ, sau đó là Trưởng ty Điệp báo thuộc Nha Công an trung ương. Ngày 11 tháng 7 năm 1946, ông cùng Tổng giám đốc Nha Công an Lê Giản, Trưởng ty Công an Hà Nội Nguyễn Tuấn Thức tham gia phá vụ án Ôn Như Hầu, ngăn chặn âm mưu đảo chính của Đại Việt Quốc dân Đảng.
Năm 1947, sau khi Toàn quốc kháng chiến bùng nổ, ông giữ chức vụ Trưởng ty Điệp báo Nha công an Trung ương. Năm 1950, ông làm Trưởng ty Công an Hà Nội (nay là Giám đốc Công an thành phố Hà Nội), tiến hành các hoạt động tình báo – an ninh ở sâu trong khu vực quân Pháp chiếm đóng.
Năm 1952, Thứ Bộ Công an của Chính phủ thành lập, ông giữ chức Vụ trưởng Vụ Chấp pháp (nay là Văn phòng Cơ quan Cảnh sát điều tra) đầu tiên của Bộ Công an.

## Quản lý lâm nghiệp
Năm 1957, ông giữ chức Thứ trưởng Bộ Nông Lâm. Ngay sau khi nhận chức, ông đã đề xuất Chính phủ phải bảo tồn vùng rừng quý ở khu vực Ninh Bình, Thanh Hóa, Hòa Bình (sau này gọi là rừng Cúc Phương). Năm 1961, ông giữ chức Tổng Cục trưởng Tổng cục Lâm nghiệp.
10 năm quản lý ngành Lâm nghiệp của ông gắn liền với việc bảo vệ và bảo tồn tài nguyên rừng của đất nước. Ông đã đề xuất chủ trương xây dựng "Làng lâm nghiệp", phù hợp với chủ trương "giao đất giao rừng" của chính quyền và chuyển từ "nền lâm nghiệp nhà nước" sang "nền lâm nghiệp nhân dân". Ngày 29 tháng 9 năm 1961, ông thành lập Viện Nghiên cứu Lâm nghiệp. Năm 1962, Thủ tướng Phạm Văn Đồng chính thức thông qua đề xuất của ông, ra Quyết định 72-TTg thành lập khu rừng Cúc Phương làm cơ sở nghiên cứu khoa học. Năm 1963, ông cho thành lập Cục Bảo vệ lâm nghiệp. Năm 1966, nhờ đề xuất của ông mà Lâm trường Cúc Phương được Chính phủ chuyển đổi thành Vườn quốc gia Cúc Phương, là một trong những vườn quốc gia đầu tiên trên thế giới.
Năm 1971, ông giữ chức Phó Chủ nhiệm Ủy ban Nông nghiệp trung ương. Năm 1973, ông cho thành lập Cục Kiểm lâm nhân dân trên cơ sở lực lượng bảo vệ rừng thuộc Cục Bảo vệ lâm nghiệp, là lực lượng chuyên trách và thừa hành pháp luật trong lĩnh vực quản lý và bảo vệ rừng.
Năm 1975, ông nghỉ hưu. Ông mất ngày 23 tháng 5 năm 1994, an táng tại nghĩa trang Mai Dịch.

## Câu nói
- Chỉ khi nào lợi ích của đội ngũ lâm nghiệp và người dân thực sự gắn bó với rừng, thì khi đó rừng mới được bảo vệ tốt và phát triển.[12]
- Cứ đà này thì chỉ cần 10, 15 năm nữa là chúng ta sẽ hoàn thành xuất sắc công cuộc phá rừng đầu nguồn ở miền Bắc! (báo cáo với Chủ tịch nước về tình hình phong trào trồng cây gây rừng)[11]
- Báo cáo đồng chí Tổng Bí thư: Sự nghiệp phá rừng của chúng ta đã cơ bản hoàn thành. (lời cảnh tỉnh về thực trạng bảo vệ rừng tại Việt Nam)[2]

## Tác phẩm
Ngoài tham gia công tác chính trị, ông còn là một nhà văn. Các tác phẩm của ông chủ yếu là truyện ký, lấy cảm hứng từ cuộc sống trong tù và những lần vượt ngục thực dân.
- Sống để mà hoạt động (hồi ký, 1960)[5]
- Vượt ngục Đắk-min (1976)
- Chúng tôi vượt ngục (1977)

## Trao tặng
- Huân chương Hồ Chí Minh.[1]
- Huân chương Độc lập hạng Nhất.[1]

## Tôn vinh
Khoảng năm 1932–1933, ông đã có công trong việc kêu gọi, giúp đỡ người dân hai làng Thúy Bông và An Lạc ở huyện Tiền Hải đang chạy nạn do thiên tai đi khai hoang, lấp biển, lập nên làng mới Thúy Lạc (nay là thôn Thúy Lạc, xã Nam Phú, huyện Tiền Hải, tỉnh Thái Bình). Ngày 12 tháng 7 (ÂL), tức ngày 11 tháng 8 năm 2011, được sự đồng ý của gia đình, người dân thôn Thúy Lạc đã rước linh vị của ông về đình làng, tôn làm Đức Bản cảnh Thành Hoàng làng.
Tên của ông được đặt cho các con đường ở thành phố Thanh Hóa (Thanh Hóa), huyện Hậu Lộc (Thanh Hóa).

## Gia đình
Con trai cả của ông là Đại tá Nguyễn Thanh Sơn.